# Pouru-aux-Bois
Pouru-aux-Bois is een Franse gemeente in het departement Ardennes in de regio Grand Est en maakt deel uit van het arrondissement Sedan. De gemeente telde 234 inwoners op 1 januari 2022.

## Geografie
De oppervlakte van Pouru-aux-Bois bedraagt 9,02 vierkante kilometer; Op 1 januari 2022 was de bevolkingsdichtheid 25,9 inwoners per km².
De onderstaande kaart toont de ligging van Pouru-aux-Bois met de belangrijkste infrastructuur en aangrenzende gemeenten.

## Demografie
Onderstaande figuur toont het verloop van het inwonertal.
Vanwege een beveiligingsprobleem met de MediaWiki Graph-software is het momenteel niet mogelijk deze grafiek weer te geven. Zodra de software is bijgewerkt zal de grafiek vanzelf weer zichtbaar worden.

## Geboren
- Élizé de Montagnac (1808-1882), Frans industrieel en politicus